# Rhizocarpon concentricum
Rhizocarpon concentricum är en lavart som först beskrevs av Davies, och fick sitt nu gällande namn av Beltr. Rhizocarpon concentricum ingår i släktet Rhizocarpon och familjen Rhizocarpaceae.   Inga underarter finns listade i Catalogue of Life.

## Källor

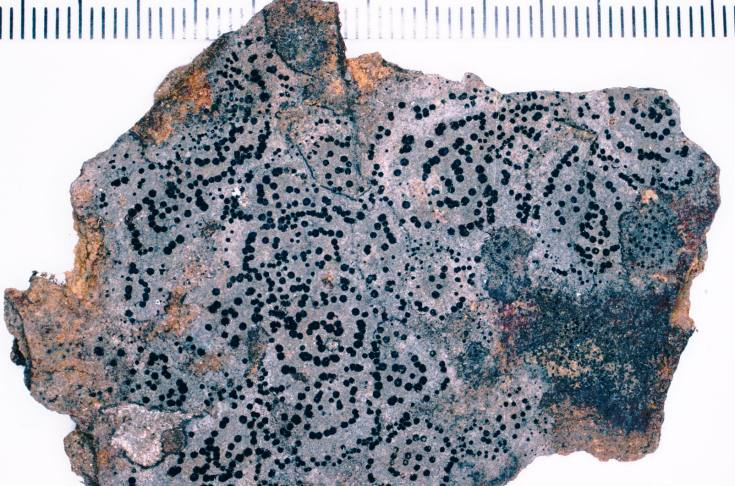
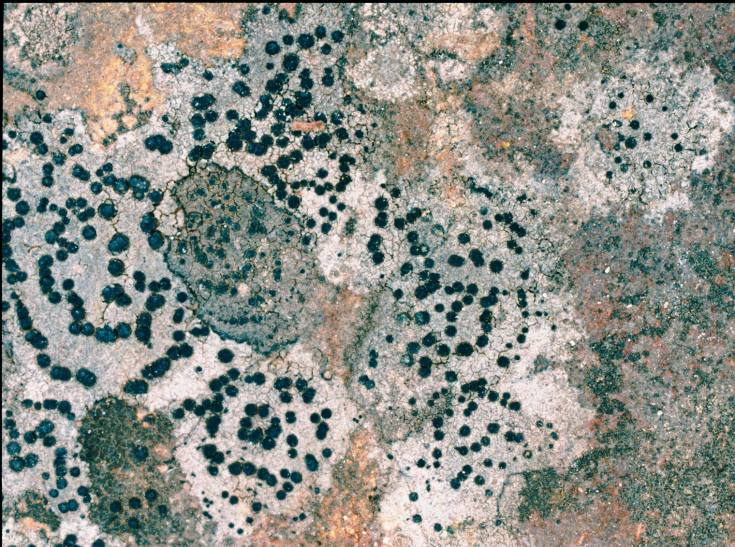
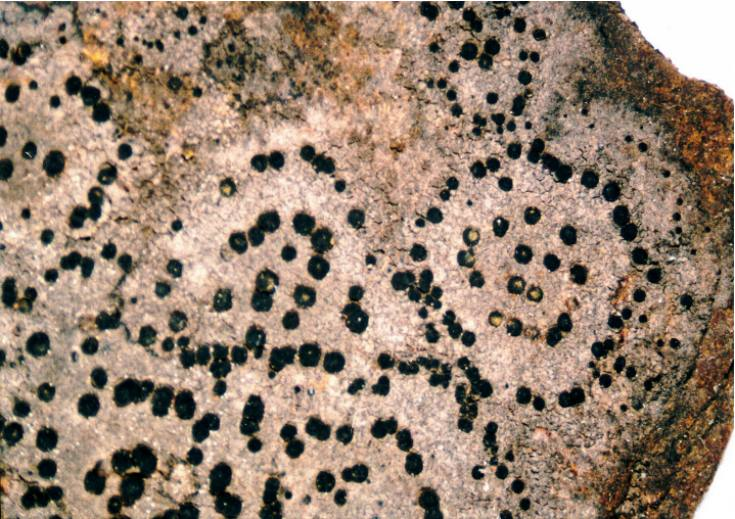
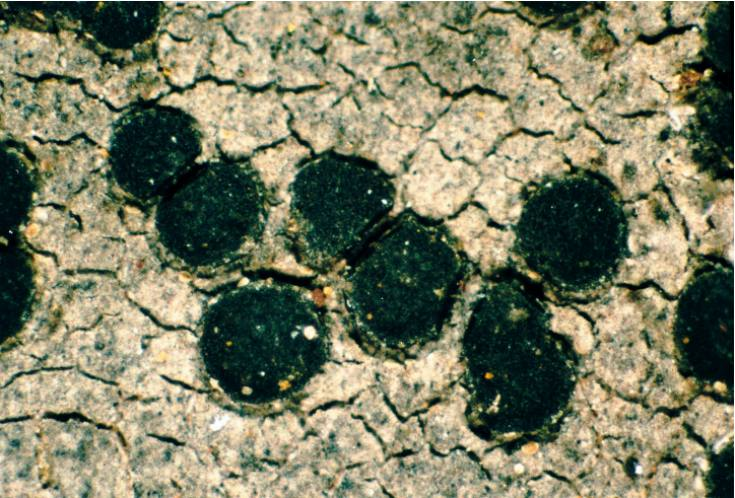
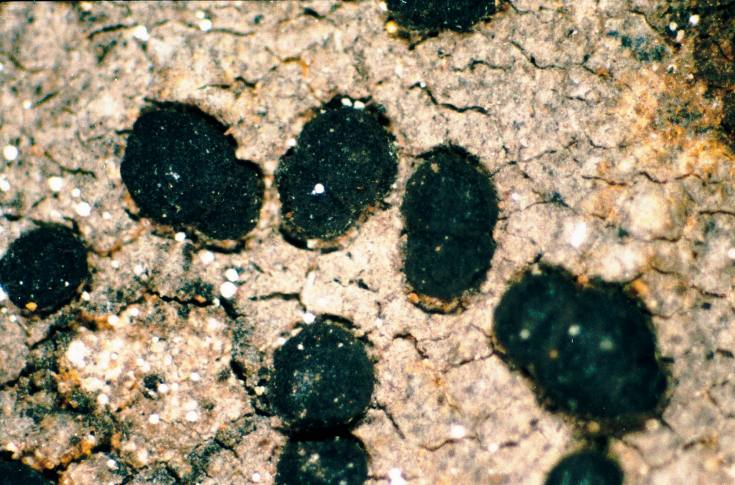
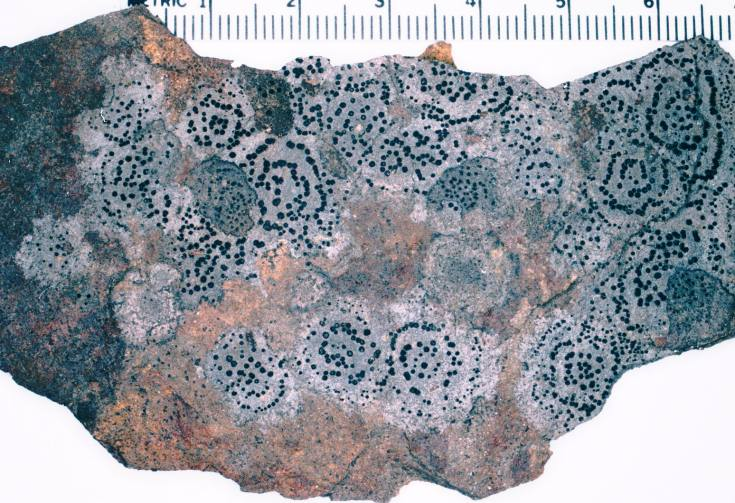